# 麥金萊縣
麥金萊縣（英語：McKinley County）是美国新墨西哥州西部的一個县，西鄰亞利桑那州，面積14,129平方公里。根據2020年美國人口普查，共有人口72,902人。本縣縣治為蓋洛普。
本縣成立於1889年2月23日，縣名紀念第25任美国总统威廉·麥金萊。

## 地理
根據2000年人口普查，麥金萊縣的總面積為5,455平方英里（14,130平方），其中有5,449平方英里（14,110平方），即99.88%為陸地；6平方英里（16平方），即0.12%為水域。本縣既是新墨西哥州面積第七大的縣份，亦是美國面積第51大的縣份。

### 毗鄰縣
- 新墨西哥州 聖胡安縣：北方
- 新墨西哥州 桑多瓦爾縣：東方
- 新墨西哥州 錫沃拉縣：南方
- 亞利桑那州 阿帕契縣：西方

### 國家保護區
- 查科文化國家歷史公園（部分）
- 西波拉国家森林（部分）

## 人口
| 调查年            | 人口   | 备注 | %±    |
| ----------------- | ------ | ---- | ----- |
| 1910              | 12,963 |      | —     |
| 1920              | 13,731 |      | 5.9%  |
| 1930              | 20,643 |      | 50.3% |
| 1940              | 23,641 |      | 14.5% |
| 1950              | 27,451 |      | 16.1% |
| 1960              | 37,209 |      | 35.5% |
| 1970              | 43,208 |      | 16.1% |
| 1980              | 56,449 |      | 30.6% |
| 1990              | 60,686 |      | 7.5%  |
| 2000              | 74,798 |      | 23.3% |
| 2010              | 71,492 |      | −4.4% |
| [ 5 ] [ 6 ] [ 7 ] |        |      |       |

### 2010年
根據2010年人口普查，麥金萊縣擁有71,492居民。上述人口是由15.2%白人、0.5%黑人、75.5%土著、0.8%亞洲人、4.6%其他種族和3.1%混血构成。而西班牙裔或拉丁美洲人佔了人口13.3%。

### 2000年
根據2000年人口普查，麥金萊縣擁有74,798居民、21,476住戶和16,686家庭。其人口密度為每平方英里14居民（每平方公里5居民）。本縣擁有26,718間房屋单位，其密度為每平方英里5間（每平方公里2間）。而人口是由16.39%白人、0.4%黑人、74.72% 土著、0.46%亞洲人、0.04%太平洋岛民、5.47%其他種族和2.52%混血构成。而西班牙裔或拉丁美洲人佔了人口12.40%。
在21,476住户中，有44%擁有一個或以上的兒童（18歲以下）、47.7%為夫妻、22.7%為單親家庭、22.3%為非家庭、19.5%為獨居、5.3%住戶有同居長者。平均每戶有3.44人，而平均每個家庭則有3.99人。在74,798居民中，有38%為18歲以下、9.7%為18至24歲、27.8%為25至44歲、17.6%為45至64歲以及6.9%為65歲以上。人口的年齡中位數為27歲，女子對男子的性別比為100：93.5。成年人的性別比則為100：89.3。
本县的住戶收入中位數為$25,005，而家庭收入中位數則為$26,806。男性的收入中位數為$26,963，而女性的收入中位數則為$21,014，人均收入為$9,872。約31.9%家庭和36.1%人口在貧窮線以下，包括42.3%兒童（18歲以下）及31.5%長者（65歲以上）。
本县有45.75%人口的母語為納瓦荷語、38.87%為英語、9.03%為蘇尼語、以及5.72%為西班牙語。本县是美國三個第一語言並非英語或西班牙語的縣份之一，亦是州中唯一一個第一語言並非英語或西班牙語的縣份。